# تهاجم ژاپن به تایوان (۱۸۹۵)
تهاجم ژاپن به تایوان (به چینی: 乙未戰争- مه تا اکتبر ۱۸۹۵ میلادی) درگیری نظامی میان امپراتوری ژاپن و نیروهای نظامی جمهوری کوتاه‌مدت فرمز و داوطلبان غیرنظامی تایوانی بود که به دنبال پایان حاکمیت دودمان چینگ بر تایوان در نخستین جنگ چین و ژاپن ایجاد شد. امپراتوری ژاپن قصد داشت این جزیره را به خاک خود افزوده و تایوان را به استعمار خود در آورد؛ در حالی که، نیروهای جمهوری‌خواه تایوان می‌کوشیدند استقلال خود از ژاپن را حفظ نمایند. نیروهای ژاپنی در ۲۹ مه ۱۸۹۵ در بندر کیلونگ واقع در ساحل شمالی تایوان پیاده شدند و یک پیشروی پنج‌ماهه به سوی جنوب این جزیره را آغاز کردند. با وجود این که، عملیات نظامی آنان در اثر حملات چریکی نظامیان تایوان در ابتدا به کندی پیش می‌رفت، ژاپنی‌ها موفق شدند مقاومت نیروهای جمهوری فرمز را درهم شکنند. پیروزی ژاپنی‌ها در نبرد باگوآشان در ۲۷ اوت به سرعت ایستادگی و روحیه ی دشمن را از میان برد. نبرد باگوآشان بزرگ‌ترین نبرد تاریخ جزیره تایوان به حساب می‌آید. سقوط نهایی جزیره در ۲۱ اکتبر به مقاومت ضدژاپنی خاتمه بخشید و تایوان به مدت ۵۰ سال تحت سلطه ژاپن قرار گرفت.
در سال ۱۹۴۵ و پایان جنگ جهانی دوم، ژاپن با عقب نشینی آخرین نیرو های باقی مانده خود از تایوان، به استعمار آن جزیره پایان داد.

## عواقب
ژاپن پس از سلطه و به استعمار درآوردن تایوان در سال ۱۸۹۵، شروع به رسیدگی، ایجاد زیرساخت، و آموزش جمعیت تایوان کرد. تایوان که تا قبل از آن قسمتی از دودمان چینگ چین بود، جزیره ای منزوی به حساب می آمد. پس از غلبه و پیروزی امپراتوری، ژاپنی ها آموزش و پرورش را در تایوان به سرعت گسترش و نرخ باسوادی را در تایوان بالا بردند. آنان همچنین با ساختن راه ها و توسعه ی حمل و نقل و اقدامات زیربنایی قابل توجه ،برخلاف انتظار اولیه، باعث پیشرفت و توسعه ی سریع جزیره تایوان شدند. به دنبال آن، مردم تایوان به مرور دیدگاه مثبت تری به ژاپن پیدا کرده و در طول ۵۰ سال حکومت ژاپن بر آن جزیره، شورش یا مقاومت خاصی از خود نشان ندادند.
ژاپن با حمله ی مستقیم به چین در سال ۱۹۳۷ (دو سال قبل از آغاز جنگ جهانی دوم)، تمرکز خود بر تایوان را تاحد زیادی دست داد. همزمان، نیروهای حزب کمونیست مائو در حال جنگیدن با دولت ملی جمهوری چین، حکومت وقت بودند. دولت ملی جمهوری چین که علاوه بر جنگ با ژاپن، اکنون به جنگ داخلی نیز دچار شده بود،  در حال شکست از نیروهای حزب کمونیست بود.
پس از شکست ژاپن از آمریکا در سال ۱۹۴۵، تایوان دچار خلأ قدرت شد. دولت ملی جمهوری چین و حامیانش که کنترل بسیاری از مناطق چین از دستشان خارج و به تصرف نیروهای کمونیستی در آمده بود، به تایوان فرار کرده و حکومت تایوان را در دست گرفتند. در همان سال نیز، پرچم تایوان را به پرچم دولت ملی جمهوری چین تغییر دادند. سرانجام در سال ۱۹۴۹، چین تماما به دست نیروهای کمونیستی افتاد، اما تلاش های بی وقفه ی کمونیست ها برای تصرف تایوان بی نتیجه ماند. تا به امروز، چین تایوان را به رسمیت نشناخته است.

## جستار های وابسته
- امپراتوری ژاپن
- دولت ملی جمهوری چین
- تاریخ تایوان
- ۱۸۹۵ (فیلم)